# Ocrepeira camaca
Ocrepeira camaca là một loài nhện trong họ Araneidae.
Loài này thuộc chi Ocrepeira. Ocrepeira camaca được Herbert Walter Levi miêu tả năm 1993.